# Men of War II: Arena
Men of War II: Arena (ранее — Soldiers: Arena) — компьютерная игра в жанре тактического экшена в реальном времени. В качестве разработчика выступила украинская компания Best Way, а издателем — российская компания 1C Online Games. Открытое бета-тестирование игры началось 29 июля 2020 года, 30 сентября 2021 года разработчики закрыли проект.

## Сюжет
События в Men of War II: Arena разворачиваются во Вторую мировую войну. Игрокам было доступно две фракции (СССР и Вермахт), 15 батальонов для каждой из них и более 200 боевых единиц.
Разработчиками была анонсирована только одна сюжетная кампания, имеющая название «Сорванный Блицкриг». В этом сценарии пользователям предстояло сыграть за СССР в ходе первых боёв Великой Отечественной войны. Миссии в данной кампании основаны на реальных исторических событиях 1941 года. Например, контратака советских мехкорпусов под Дубно и оборона бетонных бункеров под Киевом на «Линии Сталина». Сюжетные сценарии должны были иметь несколько вариантов прохождения в зависимости от выбранного рода войск.

## Разработка
Men of War II: Arena является продолжением серии компьютерных игр «В тылу врага», которая берет свое начало в 2004 году. В отличие от предыдущих частей серии, является многопользовательской с возможностью кооперативного прохождения сценариев.
Изначально проект был анонсирован в 2015 году и имел название Soldiers: Arena. 18 февраля 2020 года компания 1C Online Games совместно с Best Way анонсировали игру, выпустив трейлер с изменённым названием — «Men of War II: Arena».
31 марта 2020 года игра официально вышла в стадию закрытого бета-тестирования. Открытое бета-тестирование игры началось 29 июля 2020 года.
10 августа 2021 года разработчики объявили, что прекращают разработку проекта. Сервера игры были закрыты 30 сентября того же года.

## Отзывы и критика
Men of War II: Arena вошла в топ-10 самых ожидаемых стратегий по версии журнала «Игромания».
После проведения закрытого бета-тестирования игра получила неоднозначные отзывы. Так, многопользовательский режим и модель распространения free-to-play вызвали отрицательную реакцию игровых журналистов.